# ホドフ

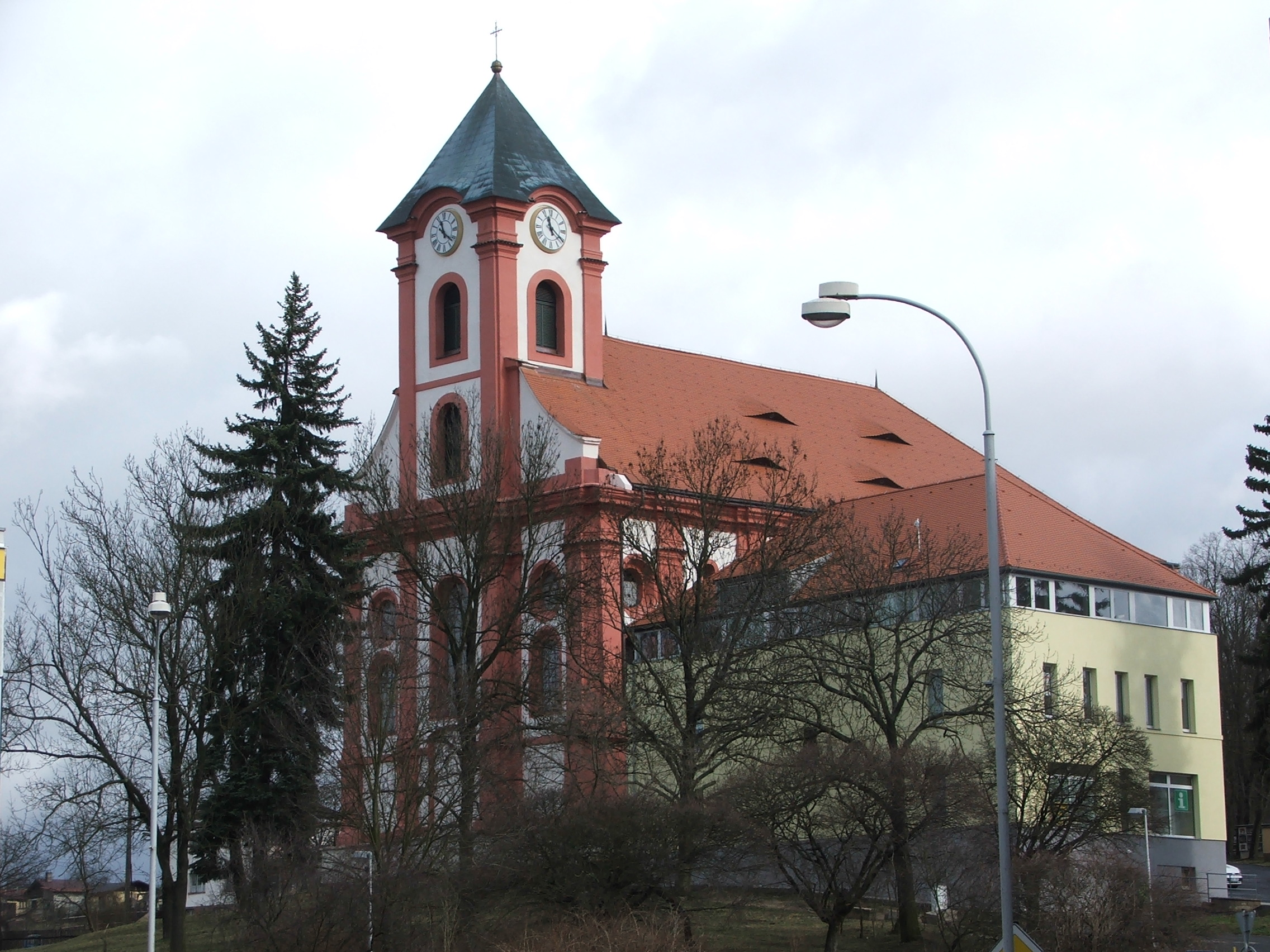

ホドフ（Chodov [ˈxodof], フランス語でショドフとも ； ドイツ語 Chodau）は、ソコロフ郡 Okres Sokolov の都市。
または1813年Frantisek Mieslにより創業されたチェコの磁器ブランド。このブランド、ショドフ(ホドフ)はチェコ第3の古窯であり、ローズカラーの磁器「ピンクポーセリン（ピンクチャイナ）」を生み出し、以後ボヘミアを代表する名窯となる。
1900年代初頭に「Haas＆Czjzek」に移行し、それ以降、食器の裏面にある刻印は「H&C」のマークとなる。
土の成分による生地の配合により、独特の色合いを醸し出す磁器「ピンクポーセリン」は、着色のピンクと異なり、生地自体がピンクに発色する。
その技術は現在においても、完全企業秘密となっており、ショドフの作品でしか手に入れることはできない。

## 代表作
- 「ズッカ」
- 「レンカ」